# Psilacron monostigma
Psilacron monostigma är en fjärilsart som beskrevs av Dyar 1919. Psilacron monostigma ingår i släktet Psilacron och familjen tandspinnare. Inga underarter finns listade.